# Dvoelektronska četvorocentarska veza
Dvoelektronska četvorocentarska veza je tip hemijske veze u kojoj četiri atoma dele dva elektrona pri vezivanju, sa neto redom veze od ½. Ovaj tip vezivanja se razlikuje od uobičajene kovalentne veze, u kojoj dva atom dele dva elektrona (2c-2e vezivanje).
Dvoelektronsko četvorocentarsko vezivanje je postulirano u pojedinim klasternim jedinjenjima. Na primer, boranski anjon , je  oktaedar sa dodatnim protonom vezanim za jednu od trougaonih strana. Rezultat toga je da je oktaedar izobličen i BBBH romboidni prsten se može identifikovati u kome dolazi do 4c-2e vezivanja. Ovaj tip vezivanja je generalno vezan za elektron deficijentne romboidne prstene i relativno je novo polje israživanja, koje je komplementarno sa bolje poznatim poljem dvoelektronskih tricentarskih veza.
Primer čisto organskog jedinjenja sa dvoelektronskim četvorocentarskim vezivanjem je adamantilni dikatjon. Ova veza spaja četiri premoštena atoma u tetraedrskoh geometriji.
Tetracijanoetilen formira dianjonski dimer u kome su dva alkena spojena lice u lice četvorougaonom dvoelektronskom četvorocentarskom vezom. Razne čvrste soli ovog dianjona su izučavane da bi se odredila jačina veze i vibracioni spektroskopski detalji.